# Und
Und là một thị trấn thuộc hạt Győr-Moson-Sopron, Hungary. Thị trấn này có diện tích 6,79 km², dân số năm 2010 là 335 người, mật độ 49 người/km².